# Campeonato Europeo de Curling Masculino de 2014
El XL Campeonato Europeo de Curling Masculino se celebró en Champéry (Suiza) entre el 22 y el 29 de noviembre de 2014 bajo la organización de la Federación Mundial de Curling (WCF) y la Federación Suiza de Curling.
Las competiciones se realizaron en la Palladium de Champéry.

## Tabla de posiciones
| Pos | Equipo          | G | P | G–P |
| --- | --------------- | - | - | --- |
| 1   | Suecia          | 9 | 0 | –   |
| 2   | Italia          | 7 | 2 | –   |
| 3   | Suiza           | 6 | 3 | –   |
| 4   | Noruega         | 5 | 4 | 2–0 |
| 5   | República Checa | 5 | 4 | 1–1 |
| 6   | Rusia           | 5 | 4 | 0–2 |
| 7   | Escocia         | 3 | 6 | 1–0 |
| 8   | Alemania        | 3 | 6 | 0–1 |
| 9   | Dinamarca       | 1 | 8 | 1–0 |
| 10  | Letonia         | 1 | 8 | 0–1 |

## Cuadro final
|  | Clasif. a semifinal | Clasif. a semifinal | Clasif. a semifinal |  |  | Semifinal | Semifinal |  |              | Final        | Final |
|  |                     |                     |                     |  |  |           |           |  |              |              |       |
|  | 1                   | Suecia              | 6                   |  |  |           |           |  |              |              |       |
|  | 2                   | Italia              | 2                   |  |  |           |           |  |              | Suecia       | 5     |
|  |                     |                     |                     |  |  | Italia    | 6         |  | Noruega      | 4            |       |
|  |                     | Noruega             | 7                   |  |  |           |           |  |              |              |       |
|  | 3                   | Suiza               | 2                   |  |  |           |           |  | Tercer lugar | Tercer lugar |       |
|  | 4                   | Noruega             | 5                   |  |  |           |           |  |              |              |       |
|  |                     |                     |                     |  |  |           |           |  |              | Italia       | 6     |
|  |                     |                     |                     |  |  |           |           |  |              | Suiza        | 8     |

## Medallistas
| Evento | Oro                                                                                             | Plata                                                                                              | Bronce                                                                                   |
| ------ | ----------------------------------------------------------------------------------------------- | -------------------------------------------------------------------------------------------------- | ---------------------------------------------------------------------------------------- |
| Equipo | Suecia · Niklas Edin · Oskar Eriksson · Kristian Lindström · Christoffer Sundgren · Henrik Leek | Noruega · Thomas Ulsrud · Torger Nergård · Christoffer Svae · Håvard Vad Petersson · Sander Rølvåg | Suiza · Sven Michel · Florian Meister · Simon Gempeler · Stefan Meienberg · Marc Pfister |